# Satya Bhabha
Satya Bhabha (Londres, 13 de dezembro de 1983) é um ator norte-americano. Mais conhecido pelo papel de Matthew Patel no filme Scott Pilgrim Contra o Mundo. Também fez New Girl, seriado protagonizado por Zooey Deschanel.

## Vida e carreira
Bhabha nasceu em Londres, Inglaterra. Seu pai, o professor Homi K. Bhabha, é um indiano de etnia parsi e conhecido teórico do pós-colonialismo. Sua mãe, também acadêmica, Jacqueline Bhabha, nasceu na Índia, de pais judeus e alemães, e cresceu na Itália. Satya estudou na Universidade de Yale onde atuou e dirigiu produções de teatro estudantil. Foi membro da sociedade estudantil Skull and Bones, e recebeu o Prêmio Louis Sudler de Excelência nas Artes.
Em 2010, Bhabha apareceu na versão cinematográfica da graphic novel Scott Pilgrim, intitulada Scott Pilgrim vs. the World. Bhabha interpreta o papel principal no filme de Deepa Mehta Midnight's Children (2012), baseado no romance de Salman Rushdie, Midnight's Children.
Em 2012, Bhabha foi escalado para a sitcom da FOX New Girl. Ele interpreta um interesse amoroso e noivo de Cece, personagem de Hannah Simone.
Bhabha toca violoncelo desde muito jovem e já tocou ao redor do mundo em sinfonias.

## Filmografia
| Ano  | Título                         | Papel             |
| ---- | ------------------------------ | ----------------- |
| 2003 | Swordswallowers and Thin Men   | Jon Weiner        |
| 2010 | Fair Game                      | B.U. Student No.2 |
| 2010 | Scott Pilgrim vs. the World    | Matthew Patel     |
| 2011 | Weighting                      | Generic           |
| 2012 | Midnight's Children            | Saleem Sinai      |
| 2014 | American Dream: The True Story | Josh D'Souza      |
| 2015 | Miss India America             | Sanjay            |
| 2018 | Dude                           | Mr. Bemis         |
| 2018 | Change in the Air              | Josh              |

| Ano  | Título                 | Papel           | Notas |
| ---- | ---------------------- | --------------- | --- |
| 2011 | The Good Wife          | Jimal Mifsud    | 1 episódio |
| 2011 | NCIS                   | Asa Zoranj      | 1 episódio |
| 2012 | CollegeHumor Originals | Pavel           | 1 episódio |
| 2013 | New Girl               | Shivrang        | Papel recorrente, 7 episódios: "Cooler" (2 temporada: episódio 15) "Parking Spot" (2 temporada: episódio 17) "Tinfinity" (2 temporada: episódio 18) "Bachelorette Party" (2 temporada: episódio 22) "Virgins" (2 temporada: episódio 23) "Winston's Birthday" (2 temporada: episódio 24) "Elaine's Big Day" (2 temporada: episódio 25) |
| 2014 | Key & Peele            | Terrorista N. 2 | "Terrorist Meeting" (5 temporada: episódio 3) |
| 2015 | Eastsiders             | Jared           | Papel recorrente, 6 episódios "Weirder than Normal" (2 temporada: episódio 1) "Jump" (2 temporada: episódio 2) "And Gomorrah" (2 temporada: episódio 4) "Sex Therapy" (2 temporada: episódio 8) "Afternoon Delight" (2 temporada: episódio 5) Thick Like a Lotion" (2 temporada: episódio 8)                                           |
| 2015 | Young & Hungry         | Kal             | "Young & How Gabi Got Her Job Back" (2 temporada: episódio 11) |

| Ano  | Título                                | Papel     |
| ---- | ------------------------------------- | --------- |
| 2015 | The New Adventures of Peter and Wendy | John Smee |